# Teoria del ferro di cavallo

Lo spettro politico ha forma d'un ferro di cavallo, secondo la teoria.

In politologia, la teoria del ferro di cavallo è quella per cui l'estrema destra e l'estrema sinistra, anziché costituire gli estremi opposti d'un continuo politico lineare, si assomiglierebbero e sarebbero vicine come le due estremità d'un ferro di cavallo.
La teoria è attribuita allo scrittore francese Jean-Pierre Faye. I sostenitori della teoria si basano su quelle che rilevano essere a loro avviso numerose somiglianze tra l'estrema destra e l'estrema sinistra, tra cui la loro supposta propensione a gravitare attorno all'autoritarismo ed al totalitarismo.

## Nella Repubblica di Weimar
Il modello che rappresenta lo spettro politico come un ferro di cavallo (Hufeisen-Schema oppure Hufeisen-Modell) era già in uso nella Repubblica di Weimar. Nei circoli intellettuali legati alla Rivoluzione conservatrice la distinzione unidirezionale destra-sinistra era spesso respinta come "borghese" e obsoleta e si teorizzava di «superare la dicotomia diffusa dalla Rivoluzione francese in un senso più alto». Il modello a ferro di cavallo, avente come estremi a sinistra il Partito Comunista di Germania (KPD) ed a destra il Partito Nazionalsocialista Tedesco dei Lavoratori (NSDAP), era utilizzato per individuare la collocazione del Fronte Nero. Questo movimento – fondato da Otto Strasser e da altri nazionalsocialisti che, in disaccordo con la politica sociale conservatrice di Adolf Hitler, avevano lasciato il NSDAP nel luglio 1930 – era collocato in posizione centrale tra i due poli estremi, in contrapposizione alla curva del ferro di cavallo occupata dai partiti governativi borghesi.

## Critiche
La teoria è stata criticata da Simon Choat, professore associato di teoria politica presso l'Università di Kingston e membro del Partito Laburista britannico, da una prospettiva di sinistra. Choat sostiene che la convergenza fondamentale tra estrema destra ed estrema sinistra consista unicamente nell'opposizione allo status quo liberal-democratico, ma per cause ed obiettivi molto differenti. L'individualismo liberale sarebbe infatti rifiutato dai fascisti in nome dell'unità nazionale e della purezza etnica, mentre sarebbe rigettato da comunisti e socialisti perché contrario ai valori dell'internazionalismo proletario e della redistribuzione della ricchezza. Choat ha inoltre asserito che la teoria del ferro di cavallo sarebbe funzionale al centro per gettare discredito sulla sinistra, sconfessando invece il sostegno che centristi e liberali, a differenza dei socialisti, avrebbero mostrato nei confronti dell'estrema destra durante il XX ed il XXI secolo (in Spagna, Cile, in Brasile ed in molti altri Paesi) e dimostrando con tale sostegno di preferire dei fascisti al potere piuttosto che dei socialisti.